# 盧德福
盧德福（罗马拼音：Law Teik Hock，1922年7月4日—2010年7月13日），出生於檳城州喬治市，馬來西亞前男子羽球運動員。
1948年，盧德福與莊友明合作，在檳城公開賽上取得了歷史性的勝利。在錦標賽的決賽中，他們以15-8和15-11的比分擊敗了黃德福和Tan Kin Hong，這是該組合7年多來的第一次失敗。
盧德福在1949年代表馬來亞隊贏得第一屆湯姆斯盃冠軍。在對陣丹麥的決賽中，由於黃秉璇受傷，盧德福被提升為第一單打。他先以15比5和15比0的比分擊敗了約恩·斯考勞普，但隨後15比11和15比1輸給了摩根斯·費爾斯比。
1952年，盧德福並未入選湯姆斯盃資格賽的馬來亞代表隊，但是他首次贏得了全國男子雙打冠軍。
盧德福在喬治城的住所去世，享年89歲。